# بیبی بومرز
"بومر" و "بیبی بومرز" به اینجا هدایت می‌شوند. برای دیگر کاربردها، بومر (ابهام‌زدایی) را ببینید. برای بازی ویدیویی، به بیبی بومر (بازی ویدیویی) مراجعه کنید.
نسل پر نوزاد یا بیبی بومرز (به انگلیسی: Baby Boomers) (اغلب به اختصار بومرها نامیده می‌شوند) گروه جمعیتی آماری پس از نسل خاموش و پیش از نسل ایکس هستند. این نسل اغلب به عنوان افرادی که از سال ۱۹۴۶ تا ۱۹۶۴ میلادی در طی دوران انفجار جمعیت، پس از جنگ جهانی دوم زاده شده‌اند تعریف می‌شوند. این اصطلاح در خارج از ایالات متحدۀ آمریکا نیز استفاده می‌شود، اما تاریخ‌ها، بافت جمعیتی و شناسه‌های فرهنگی ممکن است متفاوت باشد. بیبی بوم به اشکال دیگری به عنوان "موج شوک" و "خوک درون پایتون" توصیف شده است. اکثر بیبی بومرها فرزندان بزرگ‌ترین نسل یا نسل خاموش هستند و اغلب والدین نسل اخیر ایکس‌ها و نسل هزاره هستند. بیبی بومرهای اخیر نیز می‌توانند والدین نسل زد باشند.
در غرب، دوران کودکی بومرها در دهه‌های ۱۹۵۰ و ۱۹۶۰ میلادی اصلاحات قابل توجهی در آموزش داشت، هم به عنوان بخشی از رویارویی ایدئولوژیک که دورۀ جنگ سرد بود، و هم به عنوان ادامۀ دورۀ میان‌دوجنگ. در دهه‌های ۱۹۶۰ و ۱۹۷۰ میلادی، زمانی که تعداد نسبتاً زیادی از جوانان وارد دوران نوجوانی و جوانی خود شدند (مسن‌ترین آنها در سال ۱۹۶۴ میلادی به ۱۸ سالگی رسیدند) آن‌ها و هم‌نسل‌های اطرافشان، صراحت و بلاغت بسیار خاصی در سخنوری را ایجاد کردند، و جنبش‌های اجتماعی متعددی که به‌ دلیل تعداد فراوانشان به وجود آمدند، مانند پادفرهنگ دهۀ ۱۹۶۰ میلادی و واکنش‌های منفی آن.
در بسیاری از کشورها، این دوره به دلیل تورم جوانان پس از جنگ، دورۀ بی‌ثباتی عمیق سیاسی بود. در چین، بومرها انقلاب فرهنگی را پشت سر گذاشتند و در بزرگسالی مشمول سیاست تک‌فرزندی بودند. این تغییرات اجتماعی و صراحت کلام تأثیر مهمی در برداشت‌های بومرها و همچنین تمایل روزافزون جامعه به تعریف جهان بر اساس نسل‌ها داشت که پدیده‌ای نسبتاً جدید بود. اینکه این گروه زودتر از نسل‌های گذشته به بلوغ و رشد فکری رسیده‌ بودند، و این امر بر تنش بین نسل‌ها می‌افزود.
در اروپا و آمریکای شمالی، در زمان افزایش ثروت و یارانه‌های دولتی گستردۀ پس از جنگ در زمینۀ مسکن و آموزش، بسیاری از بومرها به بلوغ رسیدند، و واقعاً انتظار داشتند که جهان با گذشت زمان بهبود یابد. اکثراً بیشتر آن‌هایی که استانداردهای زندگی و سطوح تحصیلی بالاتری داشتند، خواستار بهبود بودند. در اوایل قرن بیست و یکم، به‌دلیل باروری جایگزین و پیری جمعیت، بیبی بومرها در کشورهای توسعه‌یافته، به جز چند استثناء، بزرگترین گروه در جوامع خود هستند.

## تأثیر بر روی تاریخ و فرهنگ
برای تأکید بر اهمّیّت نسل بیبی‌ بومرها و تأثیر عظیم آنان بر تاریخ و فرهنگ جهان، شاید تنها ذکر این نکته کافی باشد که در سال ۱۹۶۶ میلادی مجله تایم نسل بیبی بوم را به عنوان شخص سال برگزید.

## ویژگی‌ها
این نسل زادهٔ دوره رفاه و رونق اقتصادی در جهان می‌باشند. ریسک‌پذیری و کارآفرینی و همین‌طور خلق کسب و کار جدید از ویژگی‌های بارز این نسل است. از نگاه بیبی‌ بومرها همه چیز ممکن است چون آن‌ها نسلی هستند که در دورهٔ رونق اقتصادی به دنیا آمده‌اند. آن‌ها به تصویرسازی مثبت از خود اهمیت قائل هستند. اگر یک بیبی‌ بومر یک دست کت و شلوار گران بخرد هیچگاه مارکش را نمی‌کند.

## مطالعهٔ بیشتر
- Cheung, Edward (2007). Baby Boomers, Generation X and Social Cycles, Volume 1: North American Long-waves. Longwave Press. ISBN 978-1-896330-06-8.
- Green, Brent (2006). Marketing to Leading-Edge Baby Boomers: Perceptions, Principles, Practices, and Predictions. Ithaca, NY: Paramount Market Publishing, Inc. ISBN 978-0-9766973-5-0.
- Willett, David (2011). The Pinch: How the Baby Boomers Took Their Children's Future - and Why They Should Give It Back. Atlantic Books. ISBN 978-1-84887-232-5.